# Železniční trať Turfan–Kašgar

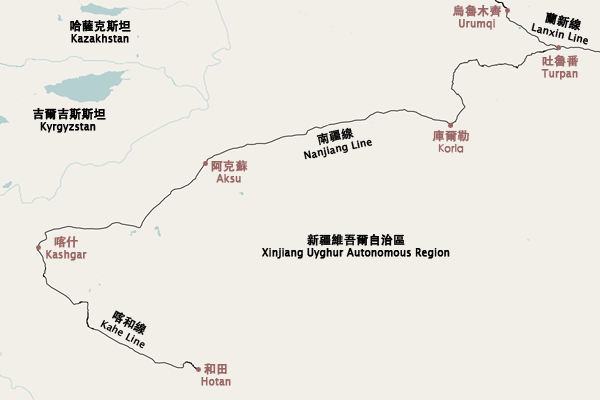
Mapa trati

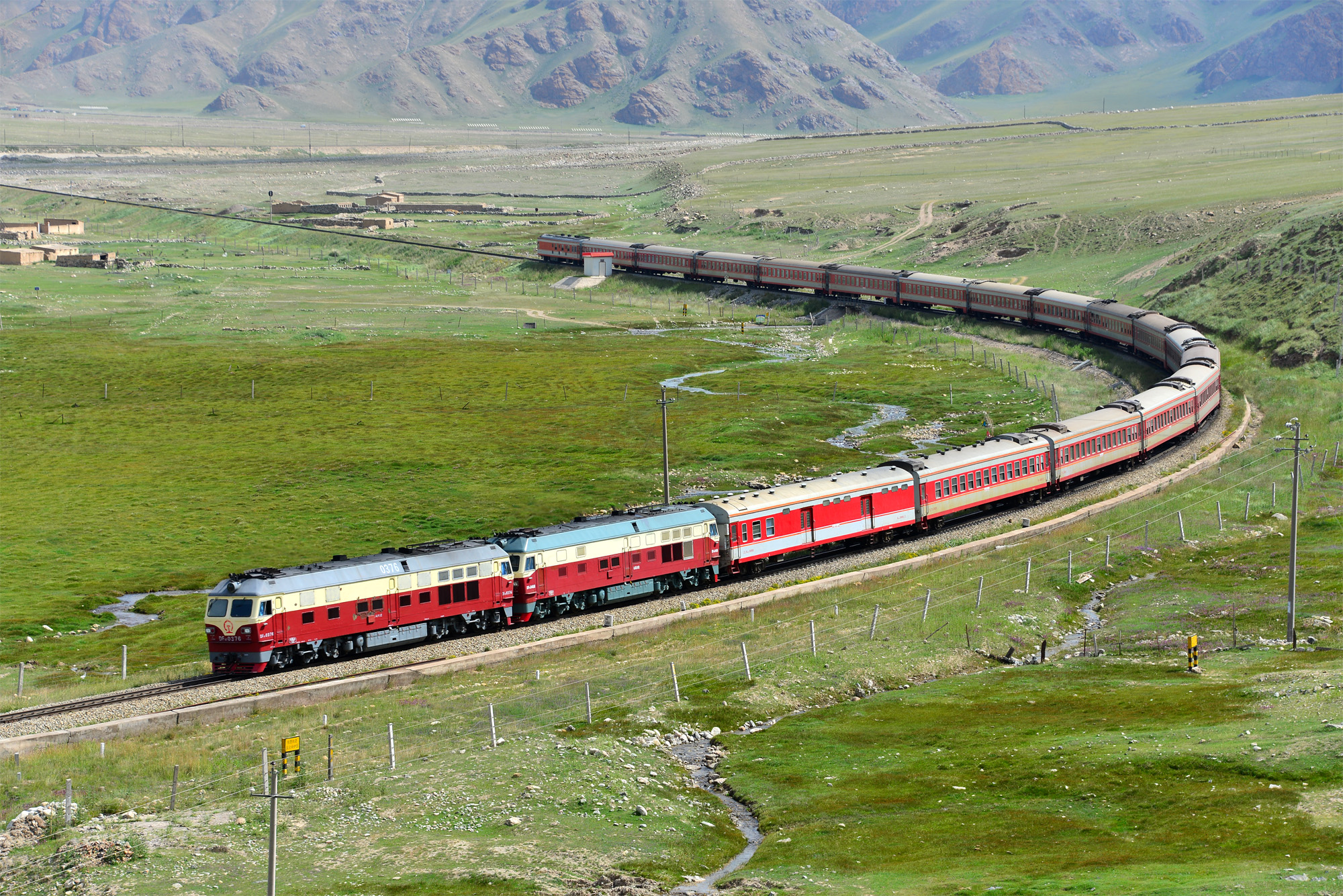
Vlak na trati

Železniční trať Turfan–Kašgar (čínsky v českém přepisu Nan-ťiang tchie-lu, pchin-jinem nánjiāng tiělù, znaky zjednodušené 南疆铁路, tradiční 南疆鐵路) je železniční trať v Sin-ťiangu v Čínské lidové republice. Vede z Turfanu do Kašgaru jižním podhůřím Ťan-šanu přes všechna větší města severního okraje Tarimské pánve, mimo jiné přes Karašar, Korlu a Aksu.
V Turfanu je trať připojena na železniční trať Lan-čou – Sin-ťiang a v Kašgaru na ni navazuje železniční trať Kašgar – Chotan do Chotanu.
Východní část z Turfanu do Korla byla vybudována v letech 1974 až 1984 a západní část z Korly do Kašgaru v letech 1996 až 1999.